# Petrol
Petrol Group è una compagnia petrolifera slovena, presente oltre che in Slovenia, anche  nelle ex Repubbliche Jugoslave.

## Storia
La compagnia petrolifera, fu fondata come Jugopetrol a Lubiana nell'aprile 1947, ma il suo nome attuale gli è stato dato nel marzo 1953.
Questa società può essere considerata come l'equivalente italiano dell'Eni.
Petrol alla fine del 2017 impiegato 4166 persone (tra cui anche le stazioni di servizio in franchising) e aveva un totale di 660 stazioni:
- 314 in Slovenia
- 105 in Croazia
- 39 in Bosnia e Herzegovina
- 9 in Montenegro
- 9 in Serbia
- 11 in Kosovo

Secondo il numero di stazioni di servizio, la quota di mercato della Petrol in Slovenia è stimata intorno al 58% del mercato petrolifero. La rete di stazioni di rifornimento è completato con 100 autolavaggi, 98 bar, 31 aree di servizio e 7 laboratori per la meccanica degli autoveicoli.
L'attività nel 2015 era nelle seguenti aree: attività di commercio petrolifero (prodotti petroliferi, assortimento e servizi supplementari), vendita e distribuzione di gas,
produzione, vendita e la distribuzione di elettrica e termica energia, attività ambientali, uso efficiente dell'energia.
Il Gruppo comprende la controllante Petrol, 21 società controllate e 10 società a controllo congiunto e collegate.